# Paramesotriton fuzhongensis
Paramesotriton fuzhongensis är en groddjursart som beskrevs av Wen 1989. Paramesotriton fuzhongensis ingår i släktet Paramesotriton och familjen vattensalamandrar. IUCN kategoriserar arten globalt som sårbar. Inga underarter finns listade i Catalogue of Life.